# Кемпнер (Тексас)
Кемпнер (енгл. Kempner) град је у америчкој савезној држави Тексас. По попису становништва из 2010. у њему је живело 1.089 становника.

## Демографија
Према попису становништва из 2010. у граду је живело 1.089 становника, што је 85 (8,5%) становника више него 2000. године.
| Група             | 2000.       | 2010.       |
| Белци             | 815 (81,2%) | 792 (72,7%) |
| Афроамериканци    | 64 (6,4%)   | 58 (5,3%)   |
| Азијати           | 18 (1,8%)   | 21 (1,9%)   |
| Хиспаноамериканци | 80 (8,0%)   | 153 (14,0%) |
| Укупно            | 1.004       | 1.089       |